# Huset Oldenborg
Huset Oldenborg er et europæisk fyrstehus med oprindelse i Nordtyskland. Navnet stammer fra slægtens stamborg Aldenburg (dansk: den gamle borg) i Nordtyskland.
Det er en af Europas mest indflydelsesrige fyrstelige slægter med grene, der har regeret Oldenborg, Danmark, Norge, Sverige, Slesvig, Holsten, Rusland, Sachsen-Lauenburg, Grækenland, Island, Storbritannien, Canada, Australien, New Zealand, Jamaica, Papua Ny Guinea, Antigua og Barbuda, Bahamas, Belize, Grenada, Saint Kitts and Nevis, Saint Lucia, Saint Vincent og Grenadinerne, Salomonøerne og Tuvalu.
Den nuværende konge af Norge og den nuværende konge af Storbritannien, der tillige er konge af 14 andre Commonwealth-riger, samt de tidligere dronninger af Danmark, Spanien og Grækenland tilhører alle Huset Oldenborg.

## Historie
Slægtens historie kan føres tilbage til en vis Egilmar, der omkring år 1100 betegnes som "en mægtig greve i grænseområdet mellem frisere og sachsere". Han og hans efterkommere byggede et grevskab op omkring hans stamborg Aldenburg (dansk: den gamle borg). Slægtens grevelige gren uddøde i 1667 med Anton Günther af Oldenborg.
Slægten steg i betydning, da Grev Christian 8. af Oldenborg besteg den danske trone som Christian 1. i 1448 og efterfølgende også blev konge af Norge, Sverige samt hertug af Slesvig og Holsten.
I 1700-tallet kom medlemmer af den gottorpske sidegren af slægten på tronerne i Rusland, Sverige og Oldenburg.
Den augustenborgske sidegren, der var beslægtet med den lyksborgske sidegren, uddøde i 1931 med Albert af Slesvig-Holsten-Sønderborg-Augustenborg.

## Slægten Oldenborg i Danmark
Huset Oldenborg kom med Christian 1. på den danske trone i 1448. Siden har alle danske konger tilhørt denne fyrsteslægt. Den glücksburgske slægt (eller lyksborgske slægt), der kom på tronen med Christian 9. i 1863, er en sidegren af den oldenborgske slægt.
Christian 1.s søn kong Hans er født i Aalborg i 1455. Siden kong Hans kom på tronen i 1481, har alle danske konger været født i Danmark (eller i det dengang danske Sydslesvig for Christian 3.s, Christian 5.s og Christian 9.s vedkommende).
Christian 5.s uægte søn Christian Gyldenløves efterkommere Danneskiold-Samsøe er direkte efterkommere i mandslinjen af Huset Oldenborg. Adelsslægten Danneskiold-Samsøe lever stadig i dag.

## Oldenborg Stamtræet
Stamtræet over Huset Oldenburg:

## Eksterne links
- Wikimedia Commons har flere filer relateret til Huset Oldenborg
- Stamtræ på Kongehusets hjemmeside.